# Angel Face

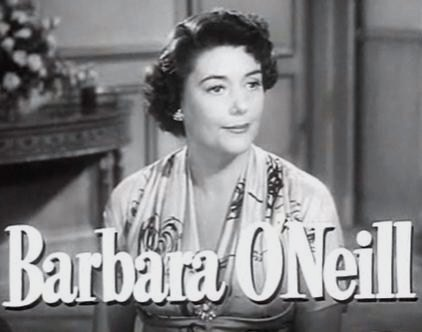
Outra cena do trailer do filme, agora com Barbara O'Neil.

Angel Face (Brasil: Alma em Pânico ) é um filme estadunidense de 1953, do gênero filme noir, dirigido por Otto Preminger e estrelado por Robert Mitchum e Jean Simmons.

## A produção
Um noir com fundo freudiano, cuja reputação só faz crescer com a passagem dos anos, o filme mostra como uma moderna e psicótica Electra, para remover os obstáculos que se antepõem à sua felicidade, não hesita em envolver um rude motorista numa trama de ódio e morte.
A atuação dos principais nomes do elenco, especialmente Jean Simmons, em papel fora de suas características usuais, tem recebido os elogios unânimes da crítica. O mesmo sucede com a direção precisa e polida de Preminger (emprestado pela 20th Century-Fox). Para Leonard Maltin, inclusive, este é o melhor filme deste tipo que o diretor realizou desde Laura.
A maligna trilha sonora é de autoria de Dimitri Tiomkin.
Para Ken Wlaschin, este é um dos dez melhores filmes de Robert Mitchum e também de Jean Simmons.

## Sinopse
Excessivamente devotada ao pai, Charles Tremayne, Diane possui um rosto angelical que, na verdade, esconde uma mente criminosa. Charles é casado em segundas núpcias com Catherine Tremayne, odiada por Diane, que tenta matá-la por inalação de gás. Catherine é levada de ambulância para o hospital, o que dá ensejo a Diane de conhecer o motorista Frank Jessup. Ela o seduz, rouba-o da namorada Mary Wilton, casa-se com ele, e o quer como cúmplice. Todavia, chega o momento em que Frank começa a desconfiar que a jovem é inteiramente doida.

## Elenco
| Ator/Atriz        | Personagem         |
| ----------------- | ------------------ |
| Robert Mitchum    | Frank Jessup       |
| Jean Simmons      | Diane Tremayne     |
| Mona Freeman      | Mary Wilton        |
| Herbert Marshall  | Charles Tremayne   |
| Leon Ames         | Fred Barrett       |
| Barbara O'Neil    | Catherine Tremayne |
| Kenneth Tobey     | Bill Crompton      |
| Raymond Greenleaf | Arthur Vance       |
| Griff Barnett     | Juiz               |
| Robert Gist       | Miller             |
| Morgan Farley     | Jurado             |
| Jim Backus        | Promotor Judson    |